# Mam'zelle mitraillette
Pour plus de détails, voir Fiche technique et Distribution.
Mam'zelle mitraillette (The Beautiful Blonde from Bashful Bend)  est un film américain en technicolor réalisé par Preston Sturges, sorti en 1949. Le film fut un échec commercial.

## Synopsis
Freddie Jones travaille comme chanteuse dans un saloon. Lorsque son petit ami Blackie Jobero la menace, les choses deviennent incontrôlables. Pour échapper à la justice, Freddie déménage dans une petite ville. Elle y travaille comme institutrice et épouse le riche Charles Hingleman. Cependant, elle ne peut laisser son passé derrière elle...

## Fiche technique
- Titre français : Mam'zelle mitraillette
- Titre français alternatif : La Blonde diabolique
- Titre original : The Beautiful Blonde from Bashful Bend
- Réalisateur : Preston Sturges
- Production : Preston Sturges
- Société de production : Twentieth Century Fox
- Scénario : Earl Felton et Preston Sturges d'après une histoire de Earl Felton
- Direction musicale : Alfred Newman
- Musique : Cyril J. Mockridge
- Directeur de la photographie : Harry Jackson
- Montage : Robert Fritch
- Direction artistique : George W. Davis et Lyle R. Wheeler
- Décors : Thomas Little et Stuart A. Reiss
- Costumes : René Hubert et Charles Le Maire
- Pays de production : États-Unis
- Langue : anglais
- Format : couleur (Technicolor) - Son : Mono (Western Electric Recording)
- Durée : 77 min
- Genre : Western, Comédie
- Dates de sortie :
  - États-Unis : 27 mai 1949
  - France : 4 novembre 1949

## Distribution
- Betty Grable : Winifred "Freddie" Jones
- Cesar Romero : Blackie Jobero
- Rudy Vallee : Charles Hingleman
- Olga San Juan : Conchita
- Porter Hall : le juge Alfalfa J. O'Toole
- Hugh Herbert : Docteur
- Al Bridge : shérif Ambrose
- El Brendel : M. Jorgensen
- Sterling Holloway : l'adjoint de Basserman
- Dan Jackson : l'adjoint de Basserman
- Emory Parnell : M. Julius Hingleman
- Pati Behrs : Roulette

Acteurs non crédités
- Dudley Dickerson : un porteur
- Richard Hale : M. Gus Basserman
- Esther Howard : Mme Smidlap
- Chris-Pin Martin : Joe